# 埃爾托雷山
8°21′00″N 71°15′00″W / 8.35000°N 71.25000°W
埃爾托雷山（西班牙語：Pico El Toro），是委內瑞拉的山峰，位於該國西部梅里達州，屬於安第斯山脈中梅里達內華達山脈的一部分，該山峰海拔高度4,755米。